# Gian Bistolfi
Gian Bistolfi, pseudonimo di Gianni Bistolfi (Torino, 16 agosto 1886 – Scansano, 13 settembre 1962), è stato un librettista, regista e sceneggiatore italiano.

## Biografia
Figlio dello scultore Leonardo Bistolfi, fu librettista per Ottorino Respighi (La bella addormentata nel bosco, del 1922, tratto da Charles Perrault, nota anche come La bella dormente nel bosco) e paroliere con Alessandro Cicognini (Una romantica avventura, del 1940, cantato da Lina Termini), fu autore dal 1913 di diversi libri di fiabe pubblicati da Treves e Mondadori (Storielle di lucciole e di stelle, La cronaca impossibile di Caterino Tutù, L'avventurissima e Un po' di destino).
Nel cinema italiano diresse tra il 1920 e il 1922 una decina di film e, con l'avvento del sonoro, si dedicò alla sceneggiatura fino al 1950, soprattutto con Alessandro Blasetti, Guido Brignone e Carlo Campogalliani.

## Filmografia

### Regista
- La moglie che si gettò dalla finestra (1920)
- La sentinella morta (1920)
- Lo sciopero della virtù (1920)
- La signorina (1920)
- La fine dell'amore (1920)
- Acqua, acqua, fuoco, fuoco (1920)
- Le confessioni di un figlio del secolo (1921)
- La morte d'oro (1921)
- Una notte senza domani (1921)
- La figurante (1922)

### Sceneggiatore
- Terra madre, regia di Alessandro Blasetti (1931)
- Stella del cinema, regia di Mario Almirante (1931) – anche soggetto
- La lanterna del diavolo, regia di Carlo Campogalliani (1931)
- Pergolesi, regia di Guido Brignone (1932) – anche soggetto e versione francese, Les amours de Pergolèse
- La Wally, regia di Guido Brignone (1932)
- Palio, regia di Alessandro Blasetti (1932)
- Non ti scordar di me (Vergiss mich nicht), regia di Augusto Genina (1935) – dialoghi versione italiana
- Paura d'amare, regia di Gaetano Amata (1942)
- La maschera sul cuore, regia di Abel Gance (1942) – dialoghi versione italiana
- Il treno crociato, regia di Carlo Campogalliani (1943)
- Buffalo Bill a Roma, regia di Giuseppe Accatino (1949)
- Femmina incatenata, regia di Giuseppe Di Martino (1949)
- Amori e veleni, regia di Giorgio Simonelli (1950)
- L'amante di una notte (Le château de verre), regia di René Clément (1950) – dialoghi versione italiana